# PlayStation TV
PlayStation TV (skraćeno PS TV), Sonyeva je igraća konzola. Ne-prijenosna je verzija  PlayStation Vite. U Japanu i dijelovima  Azije poznat je pod nazivom PlayStation Vita TV (skraćeno PS Vita TV).
Prodaja je počela u Japanu 14. studenog 2013., a u Europu je stigao godinu dana kasnije - 14. studenog 2014.
Proizvodnja je stala 29. veljače 2016.

## Povijest
Konzola je isprva bila dostupna samo u Japanu i još nekoliko azijskih država. U Japanu je postala dostupna 14. studenog 2013. Početna cijena PlayStation TV-a bila je 9954  japanskih jena (oko 550  kuna), a prodavao se i u paketu s 8  gigabajtnom memorijskom karticom i DualShock 3 kontrolerom za oko  ¥15000 (oko 830 kuna). PS TV postao je dostupan u dodanih pet azijskih država i posebnoj upravnoj jedinici Hong Kong 16. siječnja 2014. Na Electronic Entertainment Expou 2014 najavljeno je kako će  europska i  američka postati dostupne u trećem kvartalu 2014. godine. Konačni datumi dostupnosti konzole najavljeni su na Gamescomu 2014.

## Specifikacije
PlayStation TV nema vlastiti zaslon nego se pomoću HDMI kabla spaja na  TV ili monitor. PlayStation TV-om se upravlja pomoću DualShock 3 i DualShock 4 kontrolera ili pomoću  PS Vite. Podrška za DualShock 4 dodana je ažuriranjem firmwarea 3.10 25. ožujka 2014. PlayStation TV kompatibilan je s raznim naslovima za PlayStation Portable, PlayStation i računalnim igrama. Kompatibilan je s više od 100 PlayStation Vita igara. Pomoću servisa PlayStation Now, moguće je streamati igre za PlayStation 3. PlayStation TV podržava i Remote Play, pa je moguće i streamati igre za PlayStation 4.
Grafičko sučelje PlayStation TV-a jest LiveArea kojeg koristi i PlayStation Vita.
| Dimenzije      | Masa      | Priključci                                                                   | CPU                           | GPU            | Povezivanje                                | Pohrana                                       | AV izlaz                    |
| -------------- | --------- | ---------------------------------------------------------------------------- | ----------------------------- | -------------- | ------------------------------------------ | --------------------------------------------- | --------------------------- |
| 65x105x13,6 mm | 111 grama | USB 2.0 (Tip A) HDMI LAN (10BASE-T, 100BASE-TX) Priključak za naponski kabel | Četverojezgreni ARM Cortex-A9 | IMG SGX543MP4+ | Wi-Fi (IEEE 802.11b/g/n) Bluetooth 2.1+EDR | 1 GB Podržana PS Vita Card memorijska kartica | 480p, 720p, 1080p (Full HD) |